# Lipno (Powiat Leszczyński)
Lipno (deutsch Lipno, um 1900 Leipe und Leiperode) ist ein Dorf im Powiat Leszczyński der Woiwodschaft Großpolen in Polen. Es ist Sitz der gleichnamigen Landgemeinde mit etwa 7700 Einwohnern.

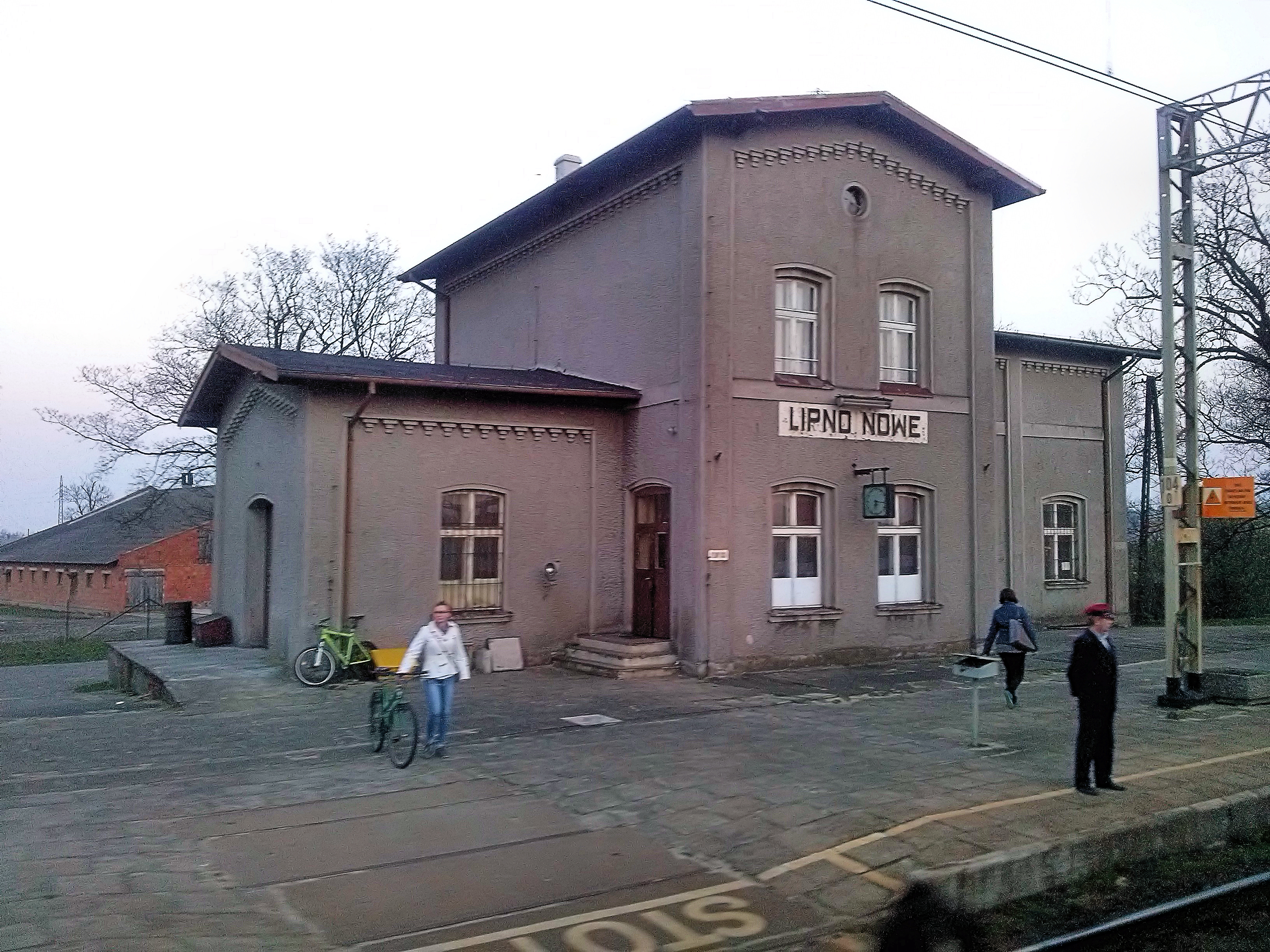
Bahnhof Lipno Nowe

Der Bahnhof Lipno Nowe (Leiperode) liegt an der Strecke Leszno–Posen. Lipno lag an der DW309, früher ein Teil der DK5.

## Geschichte
Im Rahmen der Zweiten Teilung Polens kam Lipno 1793 zu Preußen. Die Gemeinden Leipe mit 153 und Leiperode mit 193 Einwohnern gehörten am Anfang des 20. Jahrhunderts zum Kreis Schmiegel.
Nach dem Ersten Weltkrieg wurden die Orte aufgrund der Bestimmungen des Versailler Vertrags an die Zweite Polnische Republik abgetreten und in der Folge wurde die Gmina Lipno Nowe  in der Woiwodschaft Posen gebildet. Nach dem Überfall auf Polen wurde die polnische Landgemeinde Lipno Nowe in Leiperode umbenannt und kam zum Landkreis Lissa (Wartheland) im Reichsgau Wartheland.
In den Jahren von 1975 bis 1998 gehörten der Ort und die Gmina Lipno zur Woiwodschaft Leszno.

## Gemeinde
Zur Landgemeinde Lipno gehören 14 weitere Dörfer mit einem Schulzenamt.